# Pohorany Dolne
Pohorany Dolne (biał. Ніжнія Пагараны; ros. Нижние Погораны), dawn. Kwasówka – wieś na Białorusi, w obwodzie grodzieńskim, w rejonie grodzieńskim, w sielsowiecie Kwasówka.
Dawniej wieś w powiecie grodzieńskim, województwa trockiego Rzeczypospolitej Obojga Narodów. W czasach zaborów w granicach Imperium Rosyjskiego, w guberni grodzieńskiej, w powiecie grodzieńskim.
W latach 1921–1939 wieś leżała w Polsce, w województwie białostockim, w powiecie grodzieńskim, w gminie Łasza. Według Powszechnego Spisu Ludności z 1921 roku zamieszkiwało 226 osób, 215 było wyznania rzymskokatolickiego, 11 prawosławnego. Jednocześnie wszyscy mieszkańcy zadeklarowali polską przynależność narodową. Było tu 39 budynków mieszkalnych. Miejscowość należała do parafii prawosławnej w m. Łasza i rzymskokatolickiej w Kwasówce. Podlegała pod Sąd Grodzki w Indurze i Okręgowy w Grodnie; właściwy urząd pocztowy mieścił się w Kwasówce.
W wyniku napaści ZSRR na Polskę we wrześniu 1939 miejscowość znalazła się pod okupacją sowiecką. 2 listopada została włączona do Białoruskiej SRR. 4 grudnia 1939 włączona do nowo utworzonego obwodu białostockiego. Od czerwca 1941 roku pod okupacją niemiecką. 22 lipca 1941 r. włączona w skład okręgu białostockiego III Rzeszy. W 1944 miejscowość została ponownie zajęta przez wojska sowieckie i włączona do obwodu grodzieńskiego Białoruskiej SRR.

## Kwestia nazwy i siedziby gminy
W dwudziestoleciu międzywojennym leżała w Polsce, w województwie białostockim, w powiecie grodzieńskim i należała do gminy Łasza.
Siedzibą urzędu gminy Łasza w latach 1920. była nominalnie miejscowość Kwasówka. Nie chodzi jednak o współczesną wieś Kwasówka, lecz o współczesną miejscowość Pohorany Dolne, którą wówczas nazywano Kwasówką (vide położenie Kwasówki na mapie na południe od Rudawicy). Natomiast miejscowość nazywana współcześnie Kwasówką nosiła wówczas nazwę Pohorany. Tam w latach 1930. ulokowano kolejną siedzibę gminy Łasza, a nazwa miejscowości brzmiała wówczas Pohorany-Kwasówka.